# Wolf Lesser
Wolf Wilhelm Lesser (ur. 1845 w Kołobrzegu, zm. 11 lutego 1882 w Bielsku) – niemiecki rabin, w latach 1875–1882 rabin Bielska.

## Życiorys
Urodził się w Kołobrzegu w rodzinie żydowskiej, jako syn rabina tamtejszej gminy żydowskiej. W 1871 ukończył studia na Uniwersytecie Eberharda Karola w Tybindze, a w 1872 uzyskał smichę rabinacką w Żydowskim Seminarium Teologicznym we Wrocławiu. W tym samym roku podjął pracę u boku rabina Zachariasza Frankela w rabinacie gminy żydowskiej we Wrocławiu. W 1873 został rabinem gminy żydowskiej w Międzychodzie, gdzie pracował do 1874. Od lutego 1875 pełnił funkcję rabina Bielska. Oprócz pełnienia funkcji rabinackich nauczał także religii w bielskich szkołach średnich oraz był rewizorem w żydowskiej szkole ludowej. 
Jest pochowany na cmentarzu żydowskim przy ulicy Cieszyńskiej w Bielsku-Białej. Jego nagrobek został skradziony podczas II wojny światowej. 10 maja 2009 odsłonięto nowy nagrobek, upamiętniający Wolfa Lessera i innych bielskich rabinów.

## Galeria

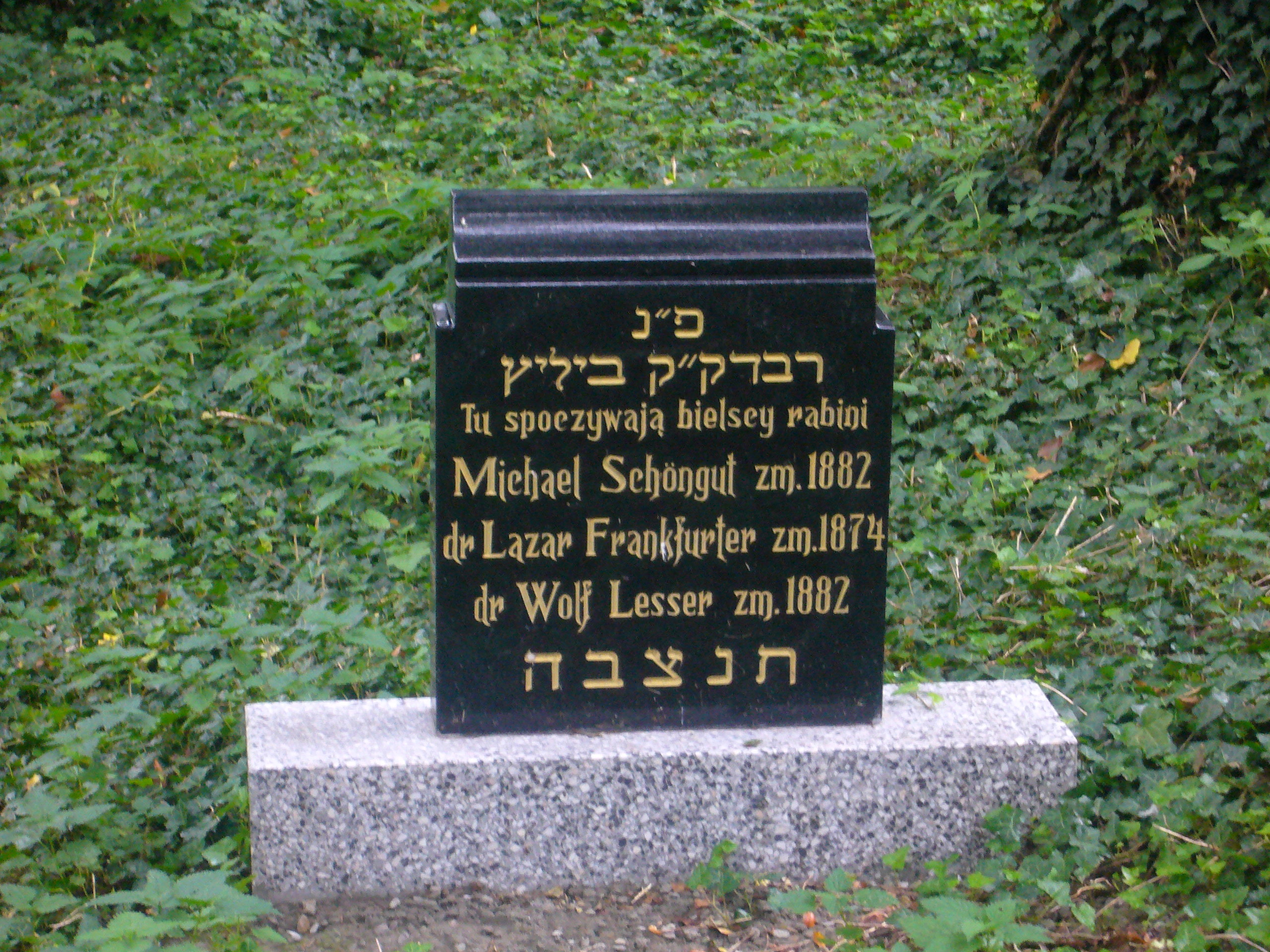
Nagrobek bielskich rabinów
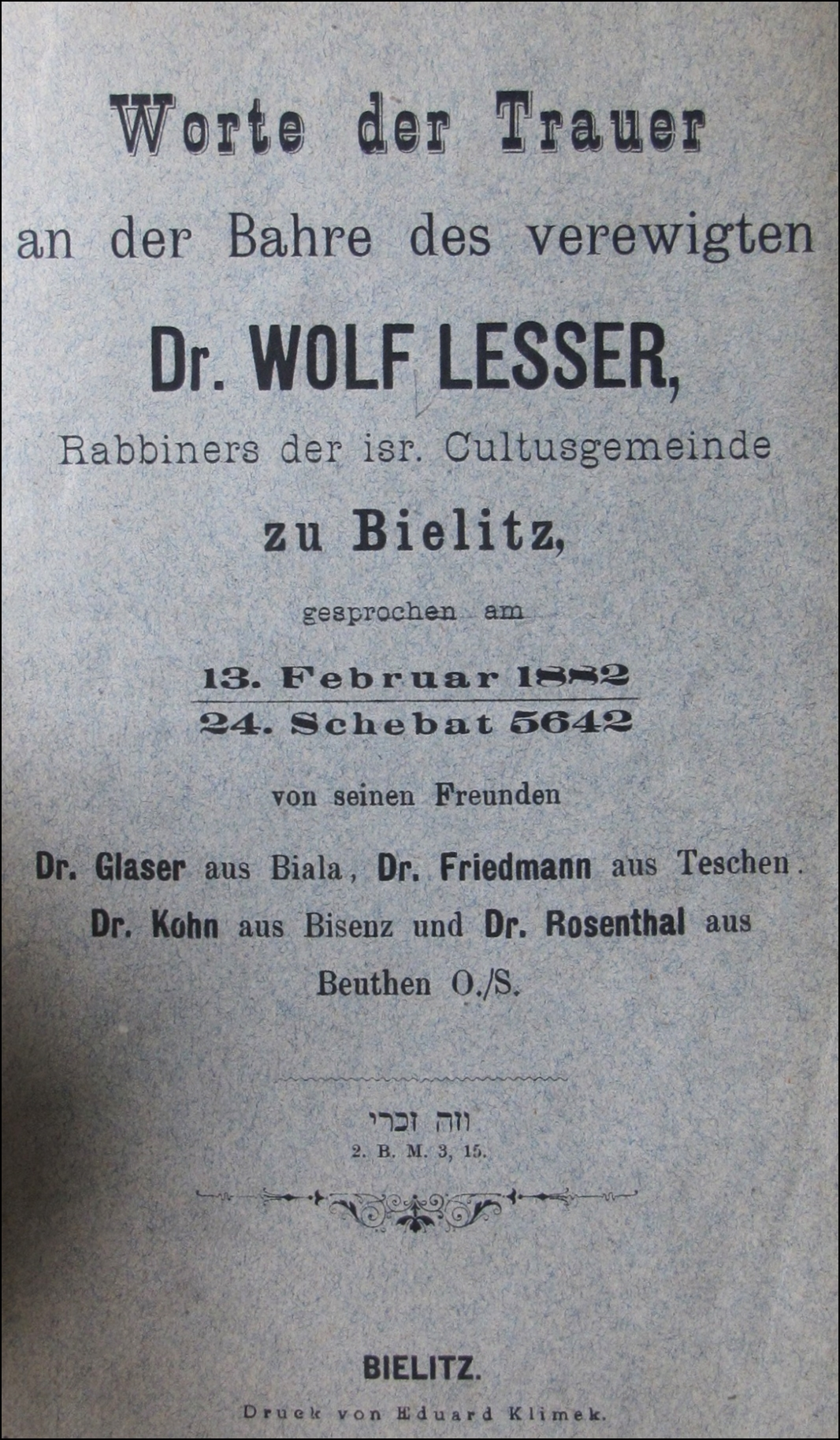
Mowy na pogrzebie rabina Wolfa Lessera wygłoszone 13 lutego 1882